# Episodi di Secrets and Lies (prima stagione)
La prima stagione della serie televisiva Secrets and Lies è stata trasmessa negli Stati Uniti dall'emittente ABC dal 1º marzo al 3 maggio 2015.
In Italia la stagione è stata trasmessa dal 13 settembre all'11 ottobre 2015 su Rai 4.
| nº | Titolo originale | Titolo italiano             | Prima TV USA   | Prima TV Italia   |
| -- | ---------------- | --------------------------- | -------------- | ----------------- |
| 1  | The Trail        | Il sentiero                 | 1º marzo 2015  | 13 settembre 2015 |
| 2  | The Father       | Il padre                    | 1º marzo 2015  | 13 settembre 2015 |
| 3  | The Affair       | La relazione                | 8 marzo 2015   | 20 settembre 2015 |
| 4  | The Sister       | La sorella                  | 15 marzo 2015  | 20 settembre 2015 |
| 5  | The Jacket       | Oscure minacce              | 22 marzo 2015  | 27 settembre 2015 |
| 6  | The Confession   | La confessione              | 29 marzo 2015  | 27 settembre 2015 |
| 7  | The Cop          | Buon Natale signor Crawford | 12 aprile 2015 | 4 ottobre 2015    |
| 8  | The Son          | Alla ricerca della memoria  | 19 aprile 2015 | 4 ottobre 2015    |
| 9  | The Mother       | La madre                    | 26 aprile 2015 | 11 ottobre 2015   |
| 10 | The Lie          | La bugia                    | 3 maggio 2015  | 11 ottobre 2015   |